# Logikai szemantika
A logikai szemantika a logika azon fejezete, amely a nyelvi elemek jelentését logikai szemszögből kívánja feltárni, elemezni. Szorosan kapcsolódik a logikai grammatikához, mely a nyelvi elemek formai követelményeket figyelembe vevő logikai szerkezetét vizsgálja. Lényeges kérdés a logikai szemantikában, hogy a jelentés meghatározza-e a nyelv mondatainak igazságát és ha igen milyen módon.

## Szemantikai értékek
A logikai szemantika legfontosabb kérdése, hogy mik a kifejezések szemantikai értékei, mik a grammatika elemeinek „jelentésértékei”. Alapelvként fogalmazható meg, hogy ha megmondjuk, hogy egy nyelv mondatai és individuumnevei mit vehetnek föl szemantikai értékként, akkor ezzel meghatároztuk, hogy mi egy tetszőleges nyelvi kifejezés szemantikai értéke. Egy kifejezés szemantikai értéke a következő szinteken definiálható.

### Extenzió vagy faktuális érték
Az extenzió vagy faktuális érték (extension) lényegében nem más, mint amit Frege úgy nevez, hogy az amit egy nyelvi kifejezés jelöl vagy amire referál (azaz egy szó vagy más kifejezés referenciája). Hogy jól érzékeltessük, hogy itt tényleg olyan értékekről van szó, mely szituciófüggőek erre a fogalomra mindenhol mint faktuális értékre fogunk hivatkozni. A modern halmazelmélet modellelmélet nevű ága meglehetősen hatékonyan tudja kezelni a klasszikus logikai elméletek referenciafogalmát a változó- vagy igazságértékeléseken keresztül. Egy individuumnév faktuális értéke az alaphalmaz egy eleme, egy mondat faktuális értéke pedig az igazságértéke, azaz az i (igaz) vagy h (hamis) értékek egyike. Egy ilyen értékelést nevezünk az elmélet egy modelljének. Például a „Szókratész győzedelmeskedett a vitában” mondat lehet igaz is és hamis is. Pontos faktuális értékét az adott szituáció dönti el.

### Intenzió
A faktuális értékek nem tudnak elszámolni azzal, hogy egy kifejezés törvényszerűen jelent-e valamit vagy csak úgy adódott a konkrét esetben. Az intenzió (intension) számbaveszi, hogy a kifejezés hogyan viselkedik az összes lehetséges szituációban. Például a „katolikus egyházfő” és a „Róma püspöke” kifejezéseknek mindig ugyanaz a faktuális értéke (az aktuális pápa), tehát ugyanarra a dologra terjed ki mindkét fogalom (extenziójuk azonos), de egyáltalán nem mondhatjuk, hogy szükségszerű ez az egybeesés, hiszen alakulhatott volna úgy is, hogy nem Róma püspöke a katolikus egyházfő. Lehet tehát, hogy két fogalom faktuális értéke azonos, de intenziója más. Az intenziókat jól lehet modellezni a lehetséges világok szemantikai rendszereiben (ez egy speciális modellelméleti konstrukció, mellyel például magyarázni lehet a nemklasszikus logikákat is). Például egy mondat intenziója egy olyan függvény, mely minden lehetséges szituációhoz hozzárendeli, hogy abban milyen faktuális értékű. Mondhatjuk, hogy míg a faktuális érték modellfüggő (szituációfüggő), addig az intenzió csak interpretációfüggő (adott szövegkörnyezetben mindig ugyanaz).

### Jelentés vagy értelem
A szemantikai értékek legabsztraktabb foka a jelentés vagy értelem (meaning). Ez olyan jelentés lenne, melyet egy konkrét (általában mesterséges) nyelv kifejezése változatlanul hordoz, tehát interpretációfüggetlen. Például a halmazelméletben az unió fogalma mindig minden tekintetben ugyanazt jelenti, értelme nem változik attól, hogy milyen halmazoknak vesszük az unióját. Egy fogalom jelentése lényegében csak az axiómáktól függ, így ezt a fajta jelentésfogalmat leginkább a bizonyításelmélet tudja kezelni. A klasszikus logikai rendszerekre vonatkozólag komoly eredmények születtek ebben a témakörben. A klasszikus logikában ugyanis az igazságfogalom csaknem egyértelműen rögzíti a kifejezések jelentését. Sikerült karakterizálni a bizonyíthatóság fogalmát a Gödel-féle teljességi tétel segítségével, és a jelentés fogalmához is sikerült közel kerülni a Tarski-féle igazságfogalom által. A modellelméleti értelmezésnek azonban korlátot szab, hogy a Skolem-Lövenheim tételkör következményeképpen nem található meg az egyetlen modell, mely a legjobban tükrözi a jelentést, legfeljebb kijelölhetünk az intuíciónak legjobban megfelelő úgy nevezett szándékolt modellt vagy sztenderd modellt, de ez a legritkább esetben lesz csak egyértelműen meghatározva az axiómarendszer által. Még kevésbé áll ez a nemklasszikus logikákra. Azokra még az sem igaz, hogy valamiféle bizonyíthatóságon alapuló igazságfogalom csaknem egyértelműen kijelölné a jelentést.